# Elizabeth Bishopová
Elizabeth Bishopová (nepřechýleně Bishop; 8. února 1911 Worcester – 6. října 1979 Boston) byla americká básnířka a autorka povídek. Za své celoživotní dílo obdržela řadu literárních ocenění (Pulitzerova cena, Národní knižní cena, Mezinárodní literární cena Neustadt).

## Životopis

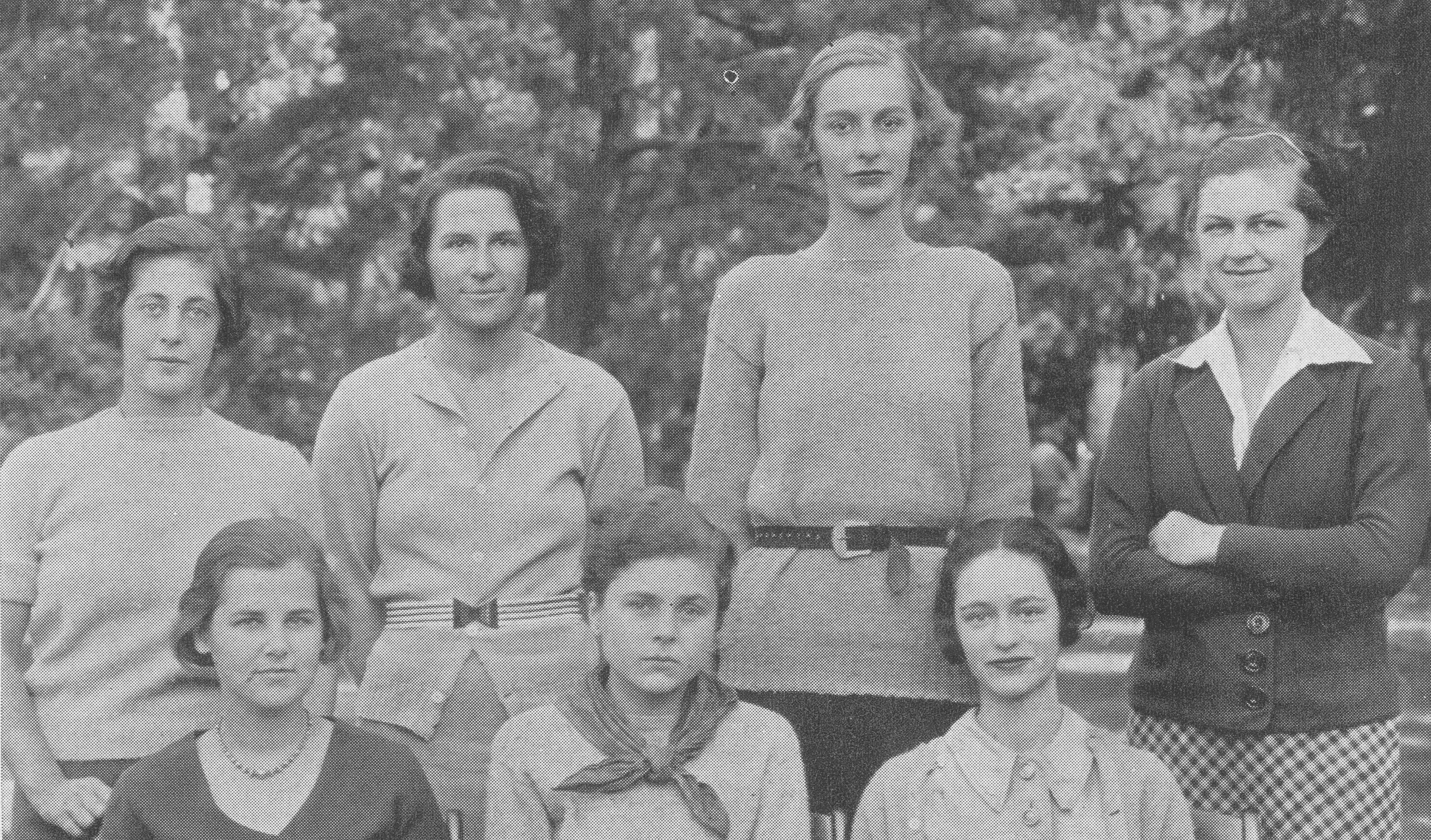
Bishopová (ve spodní řadě uprostřed) v ročence Vassar College, jíž byla šéfredaktorkou

Elizabeth Bishopová se narodila ve Worcesteru v Massachusetts jako jedináček do rodiny Thomase Williamse a Gertrudy May Bishopové. Otec brzy po jejím narození zemřel na Brightovu nemoc, duševně nemocná matka byla od roku 1916 v psychiatrické léčebně, kde roku 1934 zemřela (její problémy později autorka popsala v povídce „Ve vesnici“). Bishopová tak dětství strávila v Great Village v Novém Skotsku u prarodičů z matčiny strany, což rovněž zmínila ve své tvorbě.
Později byla Bishopová rodině odebrána a šla do pěstounské péče otcových rodičů do Worcesteru. Ztráta prvního domova ji poznamenala, rovněž se jí zde rozvinulo astma, které ji pronásledovalo po zbytek života. Život v rodině později krátce popsala ve své básni V čekárně. Bishopová od roku 1918 žila se svou tetou Maude Bulmer Shepherdsonovou a jejím manželem Georgem v činžovním domě v Revere v Massachusetts. Právě teta představila autorce díla básníků viktoriánské éry (Alfred Tennyson, Robert Browning Elizabeth Barrettová-Browningová a další).
Bishopová byla v dětství často nemocná a vystřídala řadu základních a středních škol. Na podzim 1929, těsně před pádem newyorské burzy, začala navštěvovat soukromou uměleckou školu Vassar College. Svůj původní záměr stát se hudební skladatelkou opustila a začala se věnovat literatuře. Roku 1933 spoluzaložila literární časopis Con Spirito. O rok později na Vassaru dokončila bakalářské studium.

### Cestování

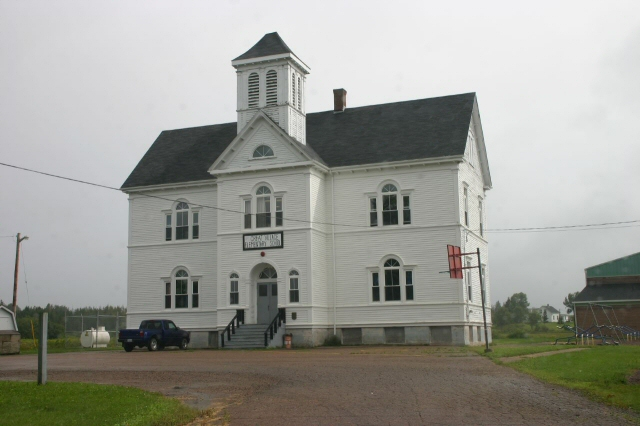
Základní škola v Great Village, kterou Bishopová navštěvovala

Bishopová měla od začátku dospělosti nezávislý příjem z dědictví po otci, což jí umožnilo cestovat po celém světě a žít v mnoha městech a zemích, které pak zmínila ve svých dílech, stejně jako svoji lásku k cestování.

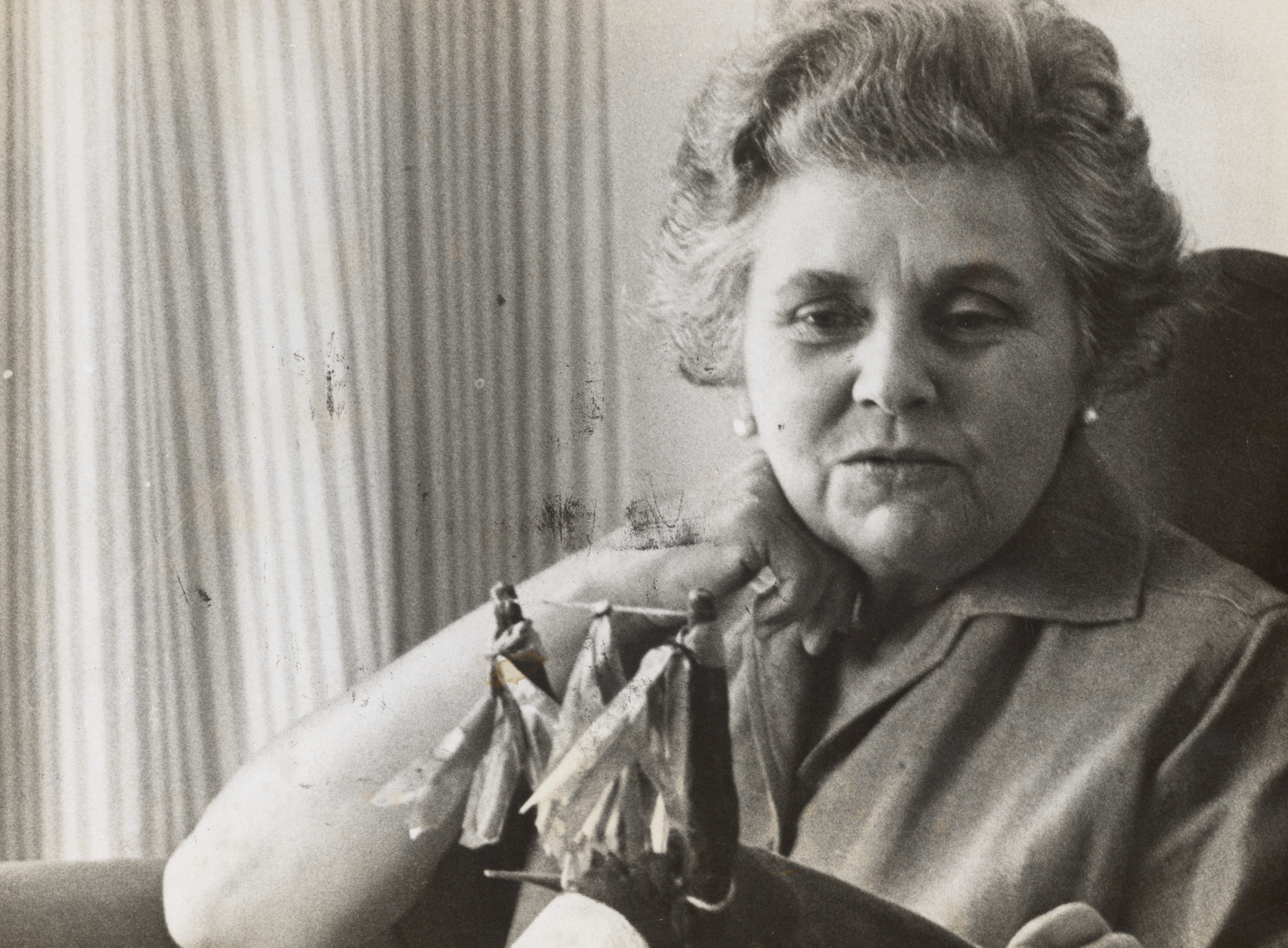
Bishopová v Brazílii v roce 1964

Od roku 1938 žila Bishopová na Floridě s přítelkyní Louise Craneovou. V roce 1951, kdy obdržela značnou sumu peněz od Bryn Mawr College se vydala na plavbu kolem Jižní Ameriky. V listopadu dorazila do města Santos a původně plánovaný dvoutýdenní pobyt v Brazílii se protáhl na patnáct let. Přestěhovala se do města Petrópolis, kde žila s architektkou Lotou de Macedo Soaresovou. Vztah vydržel do roku 1967, kdy Soaresová zemřela na předávkování sedativy.

### Vydávání děl a závěr života
Ačkoliv byla Bishopová velmi významnou básnířkou, svá díla vydávala velmi sporadicky. Její první sbírka, Sever a Jih, vyšla roku 1946 a byla oceněna cenou Houghton Mifflin Prize. Další dílo vyšlo až v roce 1955 a o rok později za něj autorka obdržela Pullitzerovu cenu.
Dlouho očekávána sbírka Otázky cestování, ovlivněná pobytem v Brazílii, vyšla až roku 1965. Autorka se v ní vyjádřila mj. ke svému dětství a objevila se zde její první povídka, nazvaná „Ve vesnici“.
V roce 1969 vydala Bishopová sbírku The Complete Poems. Propadla alkoholismu a postihovaly ji záchvaty depresí. Stihla ještě vydat poslední sbírku Zeměpis III (1976) a 6. října 1979 zemřela na mozkové aneurysma. Všechny básně Elizabeth Bishopové z let 1927–1979 vyšly až po její smrti, v roce 1983.

## Styl psaní
Tvorbu Bishopové výrazně ovlivnila americká modernistická básnířka Marianne Mooreová, se kterou se Bishopová poprvé setkala v roce 1934. Postupně se z nich staly přítelkyně a až do smrti Mooreové roku 1972 spolu udržovaly čilou korespondenci.
Pro současníky Bishopové, jako Roberta Lowella či Johna Berrymana, byl intimní život důležitou součástí jejich poezie. Bishopové konfesijní poezie je s tímto stylem ve výrazném konstrastu; její tvorba se vyznačuje jen velmi málo detaily z osobního života, naopak je pro ni typický velmi detailní, objektivní a odměřený úhel pohledu. Intimní detaily zmiňovala velmi opatrně – např. „Ve vesnici“, dílo o autorčině raném dětství, je psané z pohledu třetí osoby, aby čtenář neznalý jejího dětství autobiografické prvky nepoznal.
Bishopová se navzdory své homosexuální orientaci necítila být „lesbickou“ či „ženskou“ básnířkou; svá díla odmítla vydávat v rámci sbírek čistě ženské poezie. Ostatní básnířky se proto domnívaly, že má negativní postoj vůči celému ženskému hnutí. V rozhovoru v literárním magazínu The Paris Review roku 1978 uvedla, že se stále cítí být „silnou feministkou“, ale že si přeje, aby byla její díla hodnocena čistě na základě kvality, ne pohlaví či sexuální orientace.

### „VČekárně“
V básni „V čekárně“ (v originále „In the Waiting Room“) z roku 1976 se Bishopová vyjádřila k honbě sedmileté dívky za osobní identitou a jedinečností ve Worcesteru během první světové války.

### „První úmrtí vNovém Skotsku“
Báseň „První úmrtí v Novém Skotsku“ (v originále „First Death in Nova Scotia“) z roku 1965 popisuje první setkání Elizabeth Bishopové se smrt (zemřel její bratranec Arturo). Báseň je psaná z pohledu dítěte a zdůrazňuje, že i přes mladý a poněkud naivní pohled na svět má dítě rovněž jakési instinktivní uvědomění závažnosti smrti. Autorka kombinuje realitu s fantazií, tento postup použila i ve své básní „Sestina“.

### „Sestina“
Báseň „Sestina“, rovněž z roku 1965, vypráví příběh z autorčina raného dětství, kdy jí jako pětileté zemřel otec a musela se smířit s tím, že už se nikdy nesetká se svou duševně nemocnou matkou. Sestina je básnická forma původem z 12. století, která klade důraz na poslední slovo verše, což básni dodává jistou formu a pravidelnost. Bishopová je známá jako velmi dovedná představitelka této literární formy.